# Mjöldryga

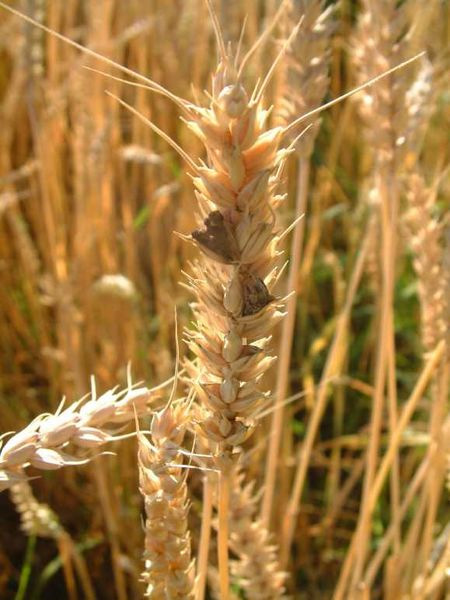
Mjöldryga som växer på vete.

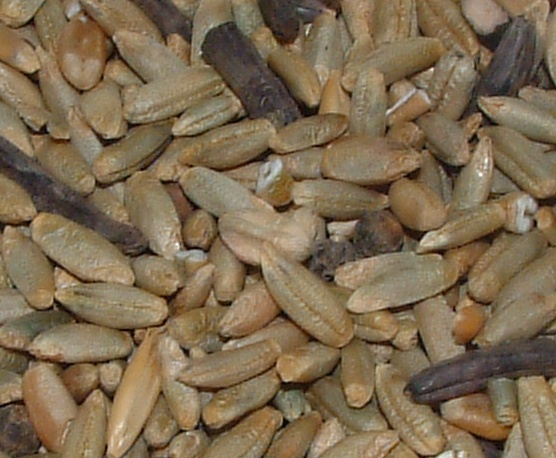
Mjöldryga (mörka) bland vanliga korn.

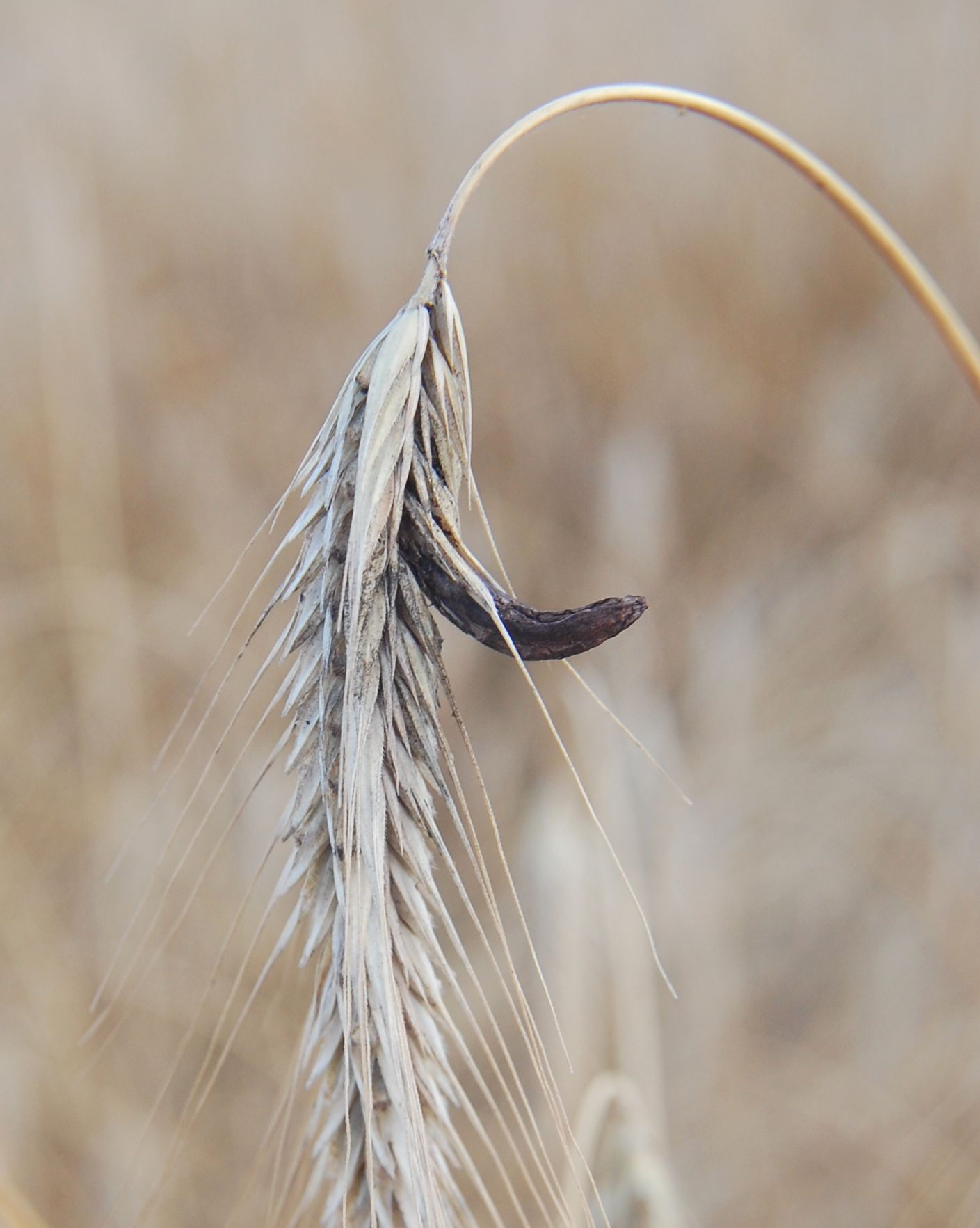
Mjöldryga på ett ax.

Mjöldryga (lat. Secale cornutum) är ett vilstadium, så kallade sklerotier, av sporsäcksvampen Claviceps purpurea. Denna är en parasitisk svamp som angriper flera vilda gräs, men även sädesslag som råg, korn, ris och vete. Det är dock vanligast att råg drabbas eftersom den blommar länge, vilket gör den mer utsatt för mjöldrygeinfektion. Inom jordbruket räknas den som en växtsjukdom. Namnet mjöldryga kommer av att de svartvioletta och böjda sklerotierna förr ansågs "dryga ut" mjölet. Sklerotierna innehåller dock flera starkt giftiga alkaloider, bland annat ergotamin, ergometrin, ergocristin, ergocryptin, ergocornin och histamin, och svår förgiftning kunde bli följden av att äta bröd med förekomsten av mjöldryga.

## Ekologi
Mjöldrygesvampen Claviceps purpurea har sporer som är trådlika och 0,1 millimeter stora. Dessa fastnar på värdväxtens blommor där de gror och infekterar blommans fruktämne. När svampens hyfer värdväxten så bildas snart en vit, mjuk och fårad massa av mycel. I mycelets fåror sitter anlag till fruktkroppar hopade och de avsöndrar stora mängder av ovala och genomskinliga konidier. Konidierna bakas in i en klibbig vätska som har söt smak. Denna vätska lockar till sig flugor och andra insekter till de infekterade växterna, vilket gör att svampen snabbt kan sprida sig till andra blommor. Detta är den huvudsakliga spridningen av konidierna, men spridningen kan i viss mån också förmedlas av vind och regn.
Så småningom upphör emellertid konidieavsöndringen och på sensommaren ombildas de angripna fruktämnen till 0,5 till 2 centimeter långa och cylindriska sklerotier. Det är dessa man kallar för mjöldryga. Sklerotierna är på ytan svartvioletta (därav artepitet purpurea) men inuti består de av en vit köttig mycelievävnad. Sklerotiernas tillväxt pågår ganska länge och på så sätt kan de slutligen skjuta ut nästan mer än 1 centimeter ur axen. Det gör att man under fuktiga somrar ser sklerotierna förekomma på vilda gräs och på odlade sädesslag, särskilt råg. Eftersom sklerotierna innehåller starka gifter, är denna utdrygning av mjölet inte önskvärd. Om sklerotierna får övervintra växer ett skaftat, 1 till 3 centimeter långt så kallat stroma med rödaktig topp ut från sklerotiet. Ofta kommer flera stroman ut från samma sklerotium. Det är i dessa svampens sporer bildas.

## Historia
Ända sedan antiken har man känt till att mjöldryga i bröd kunde förorsaka svåra epidemiliknande förgiftningar (mjöldrygeförgiftning, ergotism, dragsjuka, antoniuseld). Den tidigaste användningen av mjöldryga som dokumenterats är troligtvis som läkemedel i kinesisk medicin 1100 f.Kr. Den ska då ha använts som hjälp vid förlossningar för att inducera muskelsammandragningar i livmodern eller minska blödningarna som uppstår när moderkakan släppt från livmodern. Det finns även dokumenterat att mjöldryga drabbat både assyrier och romare under Antiken. Under Julius Caesars invasion av Gallien, drabbades hans soldater svårt av förgiftad säd, vilket kan ha berott på mjöldrygeförgiftning.
Bruket av mjöldryga (som den är) i folkmedicinen har praktiskt taget upphört på grund av att det kan ge livshotande förgiftningar, med kramper och mentala störningar som följd. I större doser kan det leda till döden. Drogen användes länge för att få igång värkarbetet under förlossningar. Läkaren David Hosack konstaterade dock 1822 att många kvinnor dog av livmoderruptur efter att ha medicinerats med mjöldryga. Som följd fick det att användningen av mjöldryga för det ändamålet minskade kraftigt. Tidigare hade mjöldrygan kallats pulvis ad partum (ung. förlossningspulver) men kallades ofta hädanefter för pulvis ad mortem (ung. dödspulver).
Eftersom det finns många verksamma alkaloider i mjöldryga och flera olika arter av mjöldrygesvampen Claviceps, kan mjöldrygeförgiftningar ha olika karaktär. Vissa av alkaloiderna i mjöldryga verkar kärlsammandragande och därmed cirkulationshämmande. Den typen av förgiftning kallas gangränös ergotism och kan leda till kallbrand och därmed förlust av kroppsdelar. När blodflödet till hjärnan minskas leder det även till mentala störningar. I en annan typ av förgiftning, konvulsiv ergotism, får den sjuke muskelkramper och kraftiga hallucinationer kan uppstå. I Frankrike har det varit vanligast med den gangrenösa typen och i Tyskland har den konvulsiva typen varit vanligast. Båda typerna kan dock leda till döden. Man har sedan 1500-talet använt mjöldryga för att framkalla aborter och för att stoppa blödningar efter förlossningar. Alkaloiden ergotamin används fortfarande inom förlossningsvården samt i vissa andra moderna mediciner, bland annat i medlet Anervan Novum mot migrän.
Sjukdomsförloppet vid mjöldrygeförgiftning beskrevs vetenskapligt först på 1800-talet, men kopplingen mellan mjöldryga och epidemier hos människor och djur var känd flera hundra år innan dess. Förgiftning till följd att man ätit rågbröd gjort på mjöldrygeinfekterad säd var vanligt under medeltiden. Hela byar har under historiens gång drabbats av mjöldrygeförgiftning efter att byns bageri använt infekterat mjöl. Den första dokumenterade epidemin av ergotism finns beskriven i den tyska texten Annales Xantenses och ska ha inträffat 857 e.Kr. Under 900-talet ska flera stora epidemier inträffat i Aquitaine i södra Frankrike och i Paris. Under en epidemi i Aquitaine 944-945 dog 20 000 personer av ergotism, vilket var hälften av befolkningen. 50 år senare dog 40 000 personer i en ny epidemi av ergotism i Frankrike . 1095 grundades den kristna Antonitorden som erbjöd hjälp till människor som drabbats av mjöldryga. Munkar specialiserade sig på att behandla offer för mjöldryga med salvor innehållande lugnande cirkulationsstimulerande växter, exempelvis alruna, och blev också skickliga på att amputera kroppsdelar. De drabbade människorna flockades i så stora mängder till ordens sjukhus att den fick ge namn åt sjukdomen som även kallades antoniuseld. Ett av flera symptom var en brännande smärta i hela kroppen och när kroppsdelar fick kallbrand svartnade de och föll ofta av eller amputerades. För att lindra de sjuka gav munkarna vatten som hällts över benen från Den helige Antonius. Själva boten är att utesluta förgiftat bröd ur kosten.
År 1951 uppstod en mjöldrygeepidemi i det franska samhället Pont-Saint-Esprit då man registrerade 250 fall av förgiftning. Den sista svenska epidemin inträffade på 1800-talet.
Det var under studier av mjöldrygorna och en av dess organiska syror, lysergsyra, som den syntetiska substansen LSD upptäcktes år 1938.

## Andra namn
Ett av de namn mjöldryga kunde tillhandahållas under förr var Secale cornutum, som betyder "hornråg".

## Dialektala namn
| Namn                    | Trakt       | Förklaring        | Referens |
| ----------------------- | ----------- | ----------------- | -------- |
|                         |             |                   |          |
| Bockahorn               | Halland     |                   | [ 7 ]    |
| Bröddröjare, brödröjare | Skåne       |                   | [ 7 ]    |
| Dryga                   | Hälsingland |                   | [ 8 ]    |
| Korntagg                | Småland     |                   | [ 9 ]    |
| Meldryga                | Hälsingland |                   | [ 8 ]    |
| Mjöldruva               |             | Belagt sedan 1790 | [ 10 ]   |
| Mjölöka                 |             |                   | [ 11 ]   |
|                         |             |                   |          |

## Läkemedelssubstanser som framställs ur mjöldryga
Dihydroergocristine
Dihydroergocryptinmesilat
Dihydroergokorninmesylat
Dihydroergotamin
Ergokalciferol (D-vitamin)
Ergoloidmesylat
Ergonovin
Ergometrintartrat
Ergonovinmaleat
Ergotamin
Ergotamintartrat
Ergotoxinesilat
Ergotoxinfosfat
Kabergolin
Lysergsyradietylamid (LSD)
Metylergometrin
Metylergometrintartrat
Pergolid